# Бишопвилл (Южная Каролина)
Бишопвилл (англ. Bishopville) — крупнейший город и административный центр округа Ли в штате Южная Каролина в Соединённых Штатах Америки.
Согласно результатам переписи населения США, проведённой в 2020 году, число жителей города составляло 3024 человека, что, для такого небольшого населённого пункта, существенно меньше (− 12,9%), чем было во время предыдущей переписи прошедшей в 2010 году (3471 человек).

## История
Изначально поселение было известно как Перекрёсток Синглтона (англ. Singleton's Crossroads) и лишь спустя примерно десятилетие сообщество было переименовано в честь Жака Бишопа (англ. Jacques Bishop). 465 акров (1,88 км²) земли были пожалованы Джейкобу Чемберу (англ. Jacob Chamber) штатом Южная Каролина в 1786 году. 
Несколько позже Дэниел Картер (англ. Daniel Carter) приобрёл эту землю и почти сразу перепродал её Уильяму Синглтону (англ. William Singleton) в 1790 году (технически эту дату можно считать годом основания города), ибо семья Синглтон стала жить здесь постоянно, открыв первый бизнес — собственную таверну. 

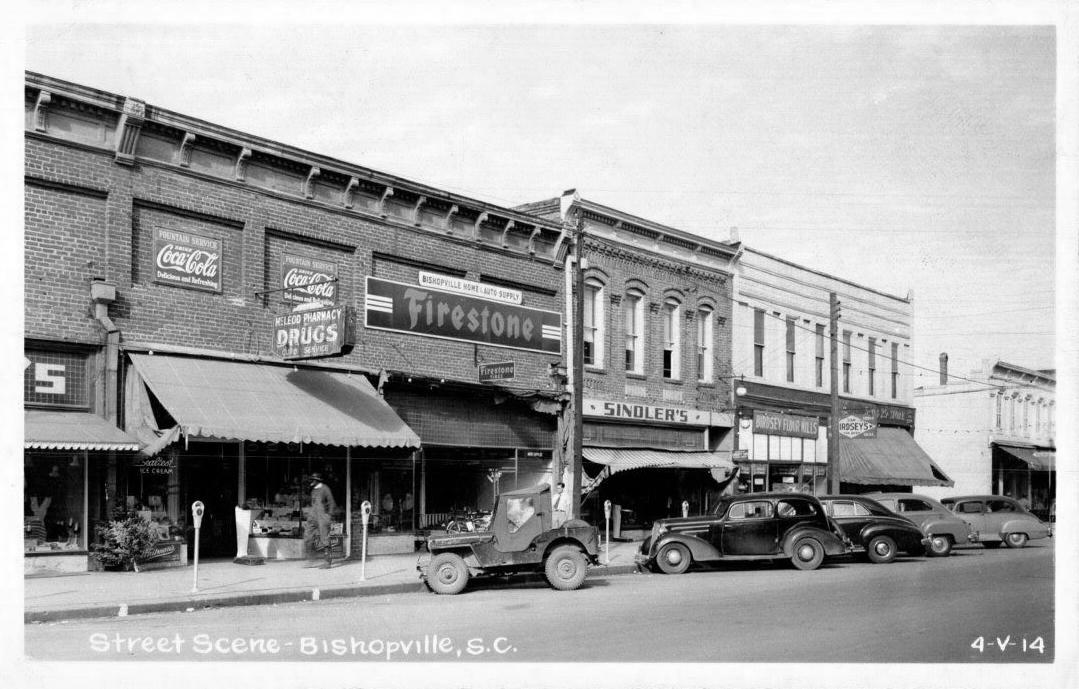
Бишопвилл в 1945 году

Таверна, которой владели и управляли Синглтон и его жена, находилась на пересечении Мекленбург-роуд (ныне Чёрч-стрит) и МакКаллум-Ферри-роуд (ныне Мейн-стрит). Эта таверна была остановкой на дилижансном маршруте между Джорджтауном и Шарлотт. (Сейчас этот перекрёсток включает шоссе US 15, которое в какой-то момент было главным маршрутом с севера на юг из Нью-Йорка в Майами). В 1798 году Уильям Синглтон умер, оставив свою жену владелицей таверны и она успешно ей руководила до самой смерти в 1820 году. Год спустя, в 1821 году, предприятие вместе с землёй было продано Бишопу. В то время территория вокруг современного Бишопвилла представляла собой преимущественно дикую местность с несколькими разбросанными примитивными деревянными хижинами.
Когда был образован округ Ли, Бишопвилл стал его административным центром, однако строительство здания суда и окружной тюрьмы в Бишопвилле было завершено лишь в феврале 1902 года. 15 декабря 1902 года в Бишопвилле отпраздновали свой новый столичный статус, организовав концерт и сделав символический выстрел из старой пушки перед новым зданием окружного суда.
Исторический центр города и множество отдельных архитектурных объектов Бишопвилля были включены в Национальный реестр исторических мест США, что привлекает в город значительное число туристов.

## География
В соответствии с данными указанными на сайте центрального статистического органа страны — Бюро переписи населения США, общая площадь города составляет 2,4 квадратных мили (6,2 км²), из которых 2,4 квадратных мили (6,2 км²) занимает суша, а 0,04 квадратных мили (0,10 км² или 1,26%) приходится на водную поверхность.

## Климат
Согласно данным представленным Национальной метеорологической службой США в городе Бишопвилле влажный субтропический климат с мягкой зимой и долгим жарким летом.